# Gabriel Gås
Gabriel Gås (orig. Luke Goose), är en sällan sedd seriefigur i Kalle Ankas universum och fick sin slutgiltiga form, av Don Rosa, år 1993. Namnet går dock tillbaka till Carl Barks och hans privata anteckningar från 1950-talet.

## Karaktärshistoria
Precis som många andra av Kalle Ankas idag erkända släktingar, etablerades Gabriel Gås i och med Don Rosas "Kalle Ankas släktträd" från 1993. Och som flera andra av de mer okända personerna i detta träd finns hans ursprung att spåra hos Barks.
Vid början av 1950-talet hade Barks tecknat Kalle Anka i ett decennium och sakta börjat bygga upp en värld omkring honom. För att lättare hålla reda på relationerna mellan figurerna skissade Barks för sig själv upp ett enkelt släktträd och här nämns för första gången namnet Luke the Goose. Luke är här gift med Kalles faster Daphne (se Doris Anka) och har tillsammans med henne sonen Alexander Lukas. Vidare står här att läsa att både Luke och Daphne dog tidigt efter att ha ätit ihjäl sig på en gratispicknick, varvid Alexander adopterades bort. Ytterligare en notering nämner att Luke är uncle (av efternamnet att döma farbror) till Mårten Gås. Varken personen Luke eller picknick-historien kom dock att inkluderas i serierna.
40 år senare, 1991, då Don Rosa arbetade med forskningen till serieeposet Farbror Joakims Liv bad han Barks att åter igen skissa upp hur han tänkte sig ankornas relationer. Luke finns inte med i den nya versionen, men en figur med efternamnet Goose och vars förnamn inte nämns sägs här ha gift sig med en dotter till Farmor Anka och fått sonen Mårten. Alexanders far är även han okänd till förnamnet, men sägs här, precis som Alexander, lystra till efternamnet Gander och vara gift med en annan av Farmor Ankas döttrar. Picknick-episoden nämns alltså inte och i ett senare brev till Rosa skriver Barks att han hade glömt bort den.
När så Rosa skulle till att sammanställa "Kalle Ankas släktträd" behöll han namnet Luke men strök mellanordet the och gav honom således det fullständiga namnet Luke Goose. Vidare valde han bort bägge Barks versioner av Lukes plats i släktträdet och lät Mårten vara släkt med de övriga ankorna genom sin mor - således är inte Luke släkt med någon annan av ankorna. När trädet 1994 publicerades på svenska hade Luke fått det svenska namnet Gabriel Gås.
Gabriel har hittills aldrig figurerat i några serier, och utöver ovan nämnda släktträd finns han inte heller refererad till i andra sammanhang.

## Levnadsteckning

### Den vedertagna versionen
Utöver uppgiften att Gabriel var gift med Fanny Knös och far till Mårten Gås berättar Don Rosa ingenting om hans bakgrund eller person. Han torde vara född under andra halvan av 1800-talet, men vi vet ingenting om hans bakgrund. Vissa spekulationer, som bygger på hans efternamn, gör gällande att han skulle vara bördig från Gåseborg, men detta har på intet sätt kunna varken styrkas eller motbevisas.
Möjligen dog Gabriel innan sin hustru, för när Mårten för första gången träffar sin syssling Kalle Anka, nämns Fannys namn i brevet han bär med sig, men inte Gabriels.

### Andra tolkningar
Då Gabriel, utöver Barks och Rosas respektive släktträd inte har nämnts ytterligare och inte heller någon annan person har figurerat i rollen som far till Mårten, existerar idagsläget inga andra motstridiga uppgifter om Gabriel Gås.